# Comuna de Lewin Kłodzki
Lewin Kłodzki (polaco: Gmina Lewin Kłodzki) é uma gminy (comuna) na Polónia, na voivodia de Baixa Silésia e no condado de Kłodzki. A sede do condado é a cidade de Lewin Kłodzki.
De acordo com os censos de 2004, a comuna tem 1853 habitantes, com uma densidade 35,5 hab/km².

## Área
Estende-se por uma área de 52,19 km², incluindo:
- área agricola: 46%
- área florestal: 46%

## Demografia
Dados de 30 de Junho 2004:
|                      | Total   | Total | Mulheres | Mulheres | Homens  | Homens |
| -------------------- | ------- | ----- | -------- | -------- | ------- | ------ |
|                      | pessoas | %     | pessoas  | %        | pessoas | %      |
| População            | 1853    | 100   | 987      | 53,3     | 866     | 46,7   |
| Densidade (pop./km²) | 35,5    | 100   | 18,9     | 18,9     | 16,6    | 16,6   |

De acordo com dados de 2002, o rendimento médio per capita ascendia a 1810,81 zł.

## Comunas vizinhas
- Comuna de Duszniki-Zdrój, Comuna de Kudowa-Zdrój, Comuna de Szczytna.